# Minilimosina caelator
Minilimosina caelator är en tvåvingeart som beskrevs av Rohacek 1988. Minilimosina caelator ingår i släktet Minilimosina och familjen hoppflugor.
Artens utbredningsområde är Grekland. Inga underarter finns listade i Catalogue of Life.